# دودو (بازیکن فوتبال)
ژوزه رودولفو پیرس ریبیرو (پرتغالی: José Rodolfo Pires Ribeiro؛ زادهٔ ۶ فوریهٔ ۱۹۹۲) که عموماً با تام دودو شناخته می‌شود، بازیکن فوتبال اهل برزیل است.
از باشگاه‌هایی که در آن بازی کرده‌است می‌توان به کورینتیانس، باهیا، رم، اینتر میلان، سمپدوریا، سانتوس، کروزیرو و اتلتیکو مینیرو اشاره کرد.